# Гуламов, Кадыр Гафурович
Кадыр Гафурович Гуламов (род. 1945) — узбекский физик, академик Академии наук Республики Узбекистан, государственный деятель.

## Биография

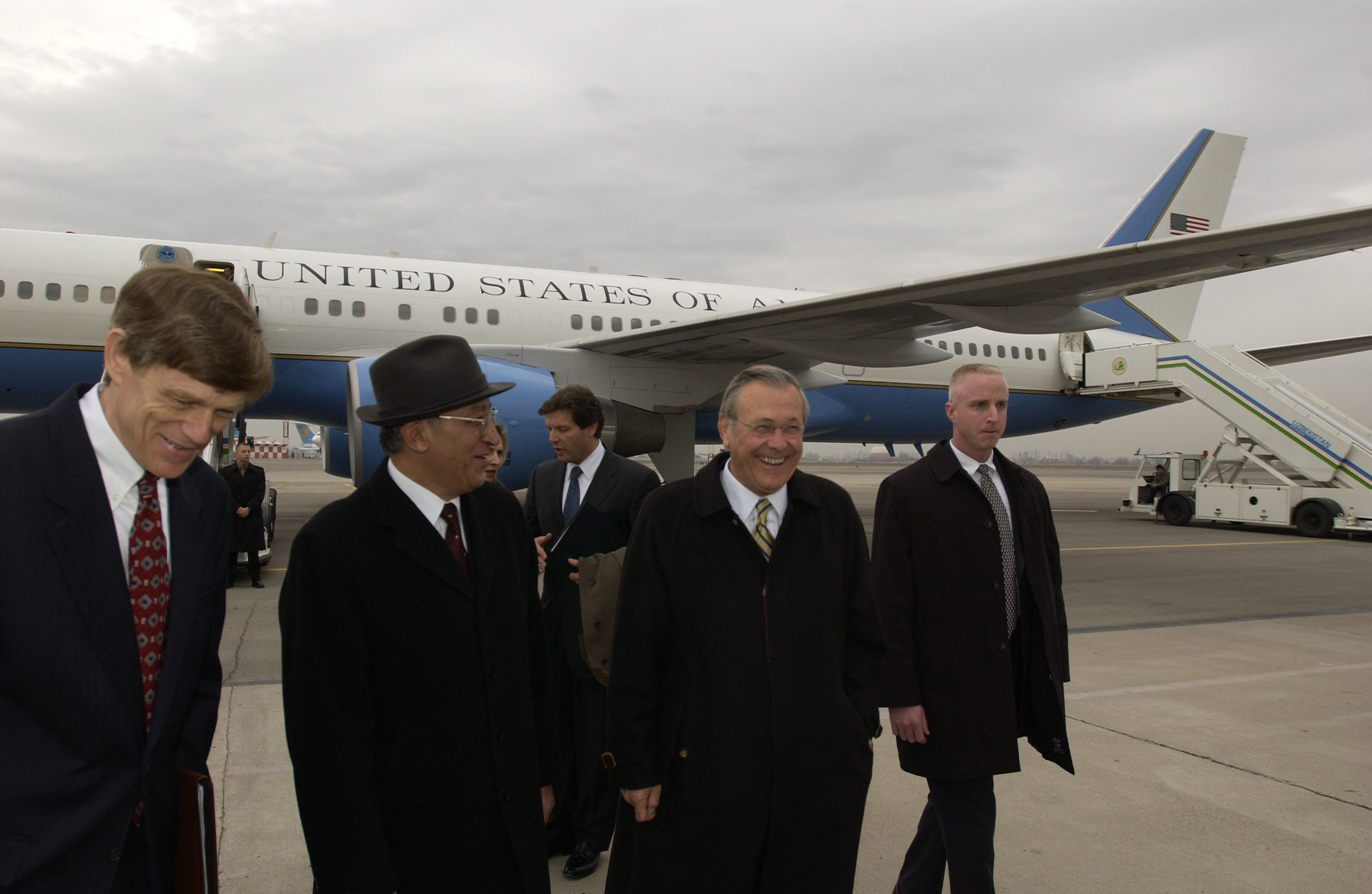
Кадыр Гулямов с Дональдом Рамсфелдом.

Является сыном поэта Гулямова Гафура Гулямовича (Гулям, Гафур). В 1963 г. поступил в ТашГУ, в 1967 г. направлен в ЛВЭ ОИЯИ (г. Дубна). Обучался у Бруно Понтекорво, Михаила Мещерякова, Александра Балдина, Михаила Подгорецкого, Валентина Гришина. В 1968 г. направлен в Институт ядерной физики АН РУз в лабораторию высоких энергий С. А. Азимова. В 1971 г. лаборатория переведена в Физико-технический институт (позже НПО «Физика-Солнце»). В (1989—1999) гг. генеральный директор объединения, в (1991—1999) гг. — одновременно Главный ученый секретарь Академии наук Узбекистана. В (1999—2000)гг. — заместитель министра обороны — начальник Академии Вооруженных Сил Республики Узбекистан (АВС РУз), в (2000—2005) гг. — первый гражданский министр обороны страны, затем — государственный советник президента Республики Узбекистан. С 2006 г. — ведущий научный сотрудник НПО «Физика-Солнце».

## Научная деятельность
Научные интересы связаны с исследованием процессов множественного рождения частиц в соударениях адронов и ядер с ядрами в области ускорительных энергий. Лидер ряда эмульсионных экспериментов, проведенных в ЦЕРН (Швейцария), Фермиевской и Брукхейвенской лабораториях (США), ОИЯИ и ИФВЭ (Протвино,РФ). Получил большой объём экспериментальных данных о соударениях адронов и ядер с ядрами во всей области ускорительных энергий. Обнаружил существование эффектов компенсации A-зависимостей характеристик множественных процессов на ядрах, связанных с перерассеяниями. Предложил и реализовал методы корреляционного анализа для поиска коллективных эффектов в соударениях с ядрами, наблюдал динамические корреляции между частицами из разных кинематических областей, показал, что в центральных соударениях ядер множественное рождение имеет мультифрактальный характер. Выполнил критический анализ ряда теоретических подходов к процессам рождения частиц на ядрах, некоторые из них (например, модели трубки, восходящие к гидродинамической модели, кластерные модели) вывел из научного оборота или установил пределы их применимости, что позволило установить общую структуру таких процессов, выявило доминирующие механизмы в различных кинематических областях соударений и сыграло важную роль для поиска коллективных эффектов.
По инициативе и под руководством К. Г. Гуламова образован Институт материаловедения Академии наук Узбекистана (1993 г.), создана узбекская научно-образовательная сеть UZSCINET (1995 г.). В 1997 г. и 2010 г. выступил с предложением организации Международного центра солнечной энергии — в 2013 г. в Ташкенте создан Международный институт солнечной энергии.
Доктор физико-математических наук (1980 г.), профессор, член-корреспондент (1989 г.), академик (1995 г.) Академии наук Узбекистана, член Академии наук Исламского мира (1997г). В (1993—2000)гг. — представитель Узбекистана в Научном комитете НАТО, в (1996—1999)гг. — член научного Совета программы «INTAS» Европейского Союза, член Постоянного комитета Международного союза научных обществ по науке и технологиям в развивающихся странах (ICSU COSTED).
Работа в министерстве обороны Республики Узбекистан
Организовал адъюнктуру, военные исследования по актуальным вопросам строительства и использования Вооруженных Сил Республики Узбекистан, разработку военной литературы, выпуск серии «Библиотека ВС РУз». Создал Центр языковой подготовки, привлек иностранных военных специалистов к процессу подготовки военнослужащих в АВС РУз, военных училищах и сержантских школах. Организовал разработку и производство в Узбекистане электронных тренажеров для различных видов и родов войск, восстановление старых и создание ряда новых полигонов и центров боевой подготовки, ремонтной базы вооружения и боевой техники, обустройство войск в новых пунктах дислокации. Основал Центр симуляции и моделирования ВС РУз (2004).

## Награды
- Государственная премия Узбекской ССР в области науки и техники имени А. Р. Беруни (1983)
- медаль Олий Мажлис Республики Узбекистан «Мустакиллик»(1992)
- орден «Шон-Шараф» II степени (2003)[2]
- Заслуженный деятель науки Узбекистана (2023)[3].

## Некоторые публикации
1. S.A.Azimov,K.G.Gulamov et al. Is the tube approach to the multiple production on nuclei credible? Physics Letters 73B, pp. 500-,1978
2. S.A.Azimov, K.G.Gulamov, G.M.Chernov. Implications of hadron-nucleus interactions for production models. J.Phys.G4, p. 813 , 1979
3. E.S.Basova, A.I.Bondarenko, K.G. Gulamov, U/G/Gulyamov et al. Search for shock waves in nucleus-nucleus collisions . JETP Letters 24, 229—232 ,1976
4. S.A.Azimov,K.G.Gulamov et al., Nuclear interactions of 21 GeV/c protons and 50 GeV/c negative pions in emulsions exposed in a strong magnetic field. Zeit.Phys.A300, pp. 47-62, 1981
5. K. G. Gulamov. Collisions with nuclei. In Multiparticle Dynamics 1986, World Scientific, Singapore, 751—773,1986
6. M.I.Adamovich, M.M.Aggarval, K.G.Gulamov et al., Rapidity density distributions in 16O,28Si, 36S, 197Au, and 208Pb induced heavy ion interactions at 4- 200 AGeV. Phys.Rev.Lett.69, p. 745, 1992
7. U.U. Abdurakhmanov, K.G. Gulamov, S.I. Zhokhova, V.V. Lugovoi et al. Azimuthal Correlations of Secondary Particles in Collisions between Gold Nuclei and Track-Emulsion Nuclei at a Gold-Nucleus Energy of 10.6 GeV per Nucleon. Physics of Atomic Nuclei 72, 1479—1485,2009
8. U. U. Abdurakhmanov, K. G. Gulamov, S. I. Zhokhova, and V. Sh. Navotny. Intra- and Intergroup Azimuthal Correlations of Particles in the Interaction of Gold Nuclei with Silver and Bromine Nuclei of Track Emulsions at the Projectile Energy of 10.6 GeV per Nucleon. Physics of Atomic Nuclei 73, 122—133,2010